# C.A.G. van den Broek
Cornelis Andries Gerardus (Kees) van den Broek (Rijswijk (ZH), 30 januari 1935 – Leidschendam, 14 juli 1990) was een Nederlands literair vertaler. Hij heeft circa 135 werken vertaald uit het Frans, Duits, Engels en Spaans.
Zijn vertaaldebuut maakte hij in 1963 met Met moord meer mans van Pamela Branch. Tussen 1982 en zijn overlijden vertaalde hij van John Irving alle tot dan verschenen romans. 
In 1974 ontving Van den Broek de Martinus Nijhoff Vertaalprijs, volgens het juryrapport voor zijn gehele vertaaloeuvre en speciaal voor zijn vertaling van Honderd jaar eenzaamheid van Gabriel García Márquez, een vertaling die in 2015 zijn 72e druk beleefde. In zijn dankwoord na de uitreiking van de prijs vroeg Van den Broek aandacht voor de precaire financiële situatie van de Nederlandse vertaler.